# 한전원자력연료
한전원자력연료(韓電原子力燃料, KEPCO Nuclear Fuel, KEPCO NF)주식회사는 원자력 연료의 국산화와 원자력 연료 주기 기술 자립을 위하여 1982년 설립한 대한민국 유일의 원자력 연료 설계 및 제조 전문 회사로 산업통상자원부 산하의 기타공공기관이다. 국내 경수로 전호기의 안전 해석 (냉각재 상실 사고 및 비냉각재 상실 사고), 경수로 핵연료 설계 및 제조, 설계 기술 관련 자립화, 중수로 연료 개발 등 원자력 관련 기술 연구 개발의 중심에 있는 기관이다. 1989년부터 원자력 연료 생산을 시작한 이래 세계에서 유일하게 경수로용 원자력 연료와 중수로용 원자력 연료를 생산하고 있는 회사로서, 연간 경수로 연료 550톤-U, 중수로 연료 400톤-U 등을 생산하여, 대한민국의 경수로 원자력 발전소 20기, 중수로 원자력 발전소 4기에 필요한 연료 전량을 공급하고 있으며, 동 회사가 공급한 연료에서 대한민국 총 발전량의 약 40%에 달하는 전력을 생산하고 있다. 기관장은 최익수 소재지는 대전광역시 유성구 대덕대로989번길 242 (덕진동)이다.

## 주요 기능 및 역할
- 국내 경수로 전호기 및 UAE원자력발전소 안전 해석(냉각재 상실 사고, 비냉각재 상실 사고)
- 안전 해석 및 설계 코드 자력 개발, 국산화 연구 개발
- 원자력 연료의 설계, 제조, 가공 및 이와 관련된 기술개발
- 비연료 노심 구성품의 설계 및 가공
- 원자력 연료 엔지니어링 서비스
- 원자력 연료의 자원 개발
- UAE 원전에 핵연료 설계 및 안전 해석 기술 수출(전수)

## 역대 사장
- 김선창 (1982~1983)
- 한필순 (1983~1990)
- 김동훈 (1990~1993)
- 이창섭 (1993~1996)
- 임창생 (1996~1998)
- 노윤래 (1998~2000)
- 김덕지 (2000~2003)
- 양창국 (2003~2006)
- 윤맹현 (2006~2008)
- 이익환 (2008~2009)
- 이종철 사장대행 (2009~2010)
- 김기학 (2010~2013)
- 이재희 (2014~2017)
- 정상봉 (2017~2021)
- 최익수 (2021~2024)
- 정창진 (2024~)

## 연혁
- '82. 11. 한국핵연료주식회사 설립(제31차 경제장관협의회 결정)
- '86. 11. 원자력연료 성형가공공장(경수로) 착공
- '89. 01. 경수로형 원자력연료 상업생산 개시(200톤-U/년 규모)
- '92. 01. 설계기술 자립을 위해 기술연구소 설립
- '94. 10. 교체노심 원자력연료 독자설계 개시
- '96. 12. 한국원자력연구소의 원자력연료 설계업무 인수
- '98. 01. 경수로 공장 증설 완공 및 중수로용 원자력연료 상업생산 개시
- '06. 04. 한국표준형 원전용 개량원자력연료(PLUS7) 상용 공급
- '08. 04. WH형 원전용 개량원자력연료(ACE7) 상용 공급
- '08. 12. 세라믹공정 설비증설(경수로 총 550톤-U/년 규모)
- '09. 01. 원자력연료 금속 피복관 제조공장 상업 가동
- '09. 12. UAE 신규원전 원자력연료 수주
- '14. 04. 고유 노심설계코드 인허가 획득
- '15. 12. 정보보호 국제표준 ISO 27001 인증 획득
- '16. 08. 수출형 고유 원전운전지원시스템(OASIS) 개발
- '17. 01. 원자력연료 금속 피복관 제조공장 상업 가동(NSA플랜트)
- '19. 03. 경주지사 개소
- '19. 11. 품질경쟁력 우수기업 19년 연속 선정

## 조직

### 감사
- 감사실

### 사장
- 혁신성장사업단
- 품질안전단

#### 경영관리본부
- 기획처
- 경영지원처
- 인사노무처
- 사업관리실
- 디지털보안실
- 홍보협력실

#### 생산본부
- 생산관리처
- 공정기술처
- 연료생산처
- 세라믹처
- 튜브생산처
- 건설처
- 핵연료서비스실
- 아놔

#### 기술본부
- 기술관리처
- 노심설계처
- 안전해석처
- 핵연료설계실
- 기술연구원

## 같이 보기
- 한국전력기술
- 한국전력공사
- 한국원자력연구원